# Melica cepacea
Melica cepacea là một loài thực vật có hoa trong họ Hòa thảo. Loài này được (Phil.) Scribn. mô tả khoa học đầu tiên năm 1901.